# Jarvis Hayes
Pour les articles homonymes, voir Hayes.
Jarvis James Hayes (né le 9 août 1981, à Atlanta, Géorgie) est un basketteur professionnel américain naturalisé qatari évoluant au poste d'ailier dont la dernière équipe connue est celle des New Jersey Nets de la NBA.
En 2003, il est drafté en 10e position par les Washington Wizards. Après quatre saisons aux Wizards, il a joué pour les Detroit Pistons (2007-2008), puis pour les New Jersey Nets (2008-2010).